# Boy Kemper
Boy Kemper (ur. 21 czerwca 1999 w Purmerendzie)  – holenderski piłkarz grający na pozycji lewego obrońcy w holenderskim klubie NAC Breda. Młodzieżowy reprezentant Holandii.
Jego ojcem jest były kolarz Gerard, a siostra Stephanie jest również piłkarką.